# Инкска рибарка
Инкските рибарки (Larosterna inca) са вид средноголеми птици от семейство Чайкови (Laridae), единствен представител на род Larosterna.
Разпространени са в района на тихоокеанското Хумболтово течение, като гнездят по крайбрежието на Перу и Чили. Достигат дължина 40 сантиметра и имат тъмносиво тяло, оранжево-червен клюн и характерна бяла крива ивица от двете страни на главата. Хранят се главно с дребна риба, която улавят, гмуркайки се в морето от полет.